# Mekodontherium
Mekodontherium is een geslacht van uitgestorven herbivore zoogdieren dat behoort tot de Perissodactyla. Het leefde in het Midden-Eoceen (ongeveer 45 miljoen jaar geleden) en zijn fossiele overblijfselen zijn gevonden in Frankrijk.

## Naamgeving
De typesoort Mekodontherium crocheti werd in 2000 benoemd door Jean Remy. De geslachtsnaam is afgeleid van het Grieks mèkynemenos, 'langwerpig', odous, 'tand', en therion, 'dier'. De soortaanduiding eert Jean-Yves Crochet die de Canlongvindplaats ontdekte. Het holotype is CAL-10, een onderkaak. Toegewezen is specimen CAL-5, een onderste linkervoortand, de eerste of tweede.

## Beschrijving
Het enige dat van dit dier bekend is, behalve de losse voortand, is een onderkaak, gevonden in het Canlong-gebied van de Languedoc (Frankrijk). Het is daarom niet mogelijk om het uiterlijk van het dier te reconstrueren, maar uit de vergelijking met vergelijkbare fossielen van meer bekende dieren (zoals Franzenium en Plagiolophus) is het redelijk om aan te nemen dat Mekodontherium een dier was dat leek op een tapir, ook al was het minder robuust. Mekodontherium wordt gekenmerkt door een nogal ongebruikelijk type gebit, met premolaren met zeer grote en groeiende taloniden, maar zonder entoconiden. De tanden zijn over het algemeen laaggekroond (brachydont) en hebben afgeronde knobbels (bunodontie). De onderkaak is slank en voorzien van een korte symphysis, terwijl het diasteem na de hoektanden langwerpig is.

## Classificatie
Mekodontherium crocheti werd in 2000 toegeschreven aan de familie Palaeotheriidae, een groep perissodactylen die dicht bij de oorsprong van paarden ligt, maar met een heel ander uiterlijk. Sommige eigenaardigheden van Mekodontherium zijn vrij basaal (plesiomorf) en geven aan dat dit dier dicht bij de oorsprong van geslachten zoals Palaeotherium en het Spaanse Franzenium kan hebben gestaan. De overeenkomsten met de laatste, met veel hogere kiezen, zouden er echter op kunnen wijzen dat er op zijn minst een episodische verwantschap bestond tussen de midden-eoceenfauna's van Spanje (sterk endemisch) en die van Zuid-Frankrijk.